# Rites of Passage (film, 2012)
Pour les articles homonymes, voir Rites of Passage.
Pour plus de détails, voir Fiche technique et Distribution.
Rites of Passage ou Creepers au Canada est un film d'horreur américain réalisé par W. Peter Iliff, sorti en 2012.

## Fiche technique
- Titre français et original : Rites of passage
- Titre québécois : Creepers
- Réalisation : W. Peter Iliff
- Scénario : W. Peter Iliff
- Producteurs : W. Peter Iliff
- Pays d'origine :  États-Unis
- Langue : anglais
- Dates de sortie : 2012
- Genre : Horreur, Thriller
- Film interdit aux moins de 12 ans.
- Budget de production (estimation) : 2 500 000 $

## Distribution
- Wes Bentley : Benny
- Kate Maberly : Dani
- Ryan Donowho : Nathan
- Travis Van Winkle : Hart
- Briana Evigan : Penelope
- Christian Slater : Delgado
- Stephen Dorff : Professeur Nash
- Carly Schroeder : Carly
- Ashley Hinshaw : Sandee
- Guy Burnet : Mojo
- Daniel Cudmore : Moose
- Angelic Zambrana : Squirrel
- Sharon Hinnendael : Roxanne
- Mercedes Leggett : Jaci
- Nicholas Leiting : Le copain de Jaci